# Incendi de Santa Coloma de Queralt de 2021
L'incendi de Santa Coloma de Queralt o incendi de la Conca de Barberà i l'Anoia va ser un incendi forestal originat el 24 de juliol de 2021 al voral de la carretera, a tocar d'una zona de conreus al municipi català de Santa Coloma de Queralt. L'incendi va arribar a afectar sis municipis de la Conca de Barberà i de l'Anoia, sent Bellprat el més afectat amb diferència. Dos dies després, el 26 de juliol a la nit, els Bombers de la Generalitat van poder controlar l'incendi gràcies a una meteorologia favorable. Però no fou fins al 19 d'agost que es va declarar l'incendi com a totalment extingit. Va ser el major incendi forestal en extensió de tot l'any 2021.
El conseller d'Interior, Joan Ignasi Elena, va mostrar preocupació perquè «el potencial era molt més alt». Segons els càlculs dels bombers, la superfície cremada podria haver arribat a les 5.000 hectàrees. La Unitat Militar d'Emergències (UME) i una Brigada de Refuerzo de Incendios Forestales (BRIF) es van afegir a les tasques d'extinció després que la Generalitat demanés la seva col·laboració.
A més, els Bombers van fer una crida als pagesos de la zona perquè llauressin els camps a Sant Martí de Tous i a Santa Maria de Miralles per poder ancorar en flanc de foc, de manera que quan arribi a aquests camps ja no hi hagi vegetació disponible per cremar i fer créixer l'incendi.
Es van evacuar 170 persones i diverses explotacions ramaderes i masos van quedar molt afectats pel foc. També es van tallar les carreteres C-241 entre Sarral i Santa Coloma de Queralt, la B-220/T-220 i la BV-2201 a Bellprat. Dins del perímetre de l'incendi es van produir explosions de municions i projectils que podrien ser de la guerra civil.

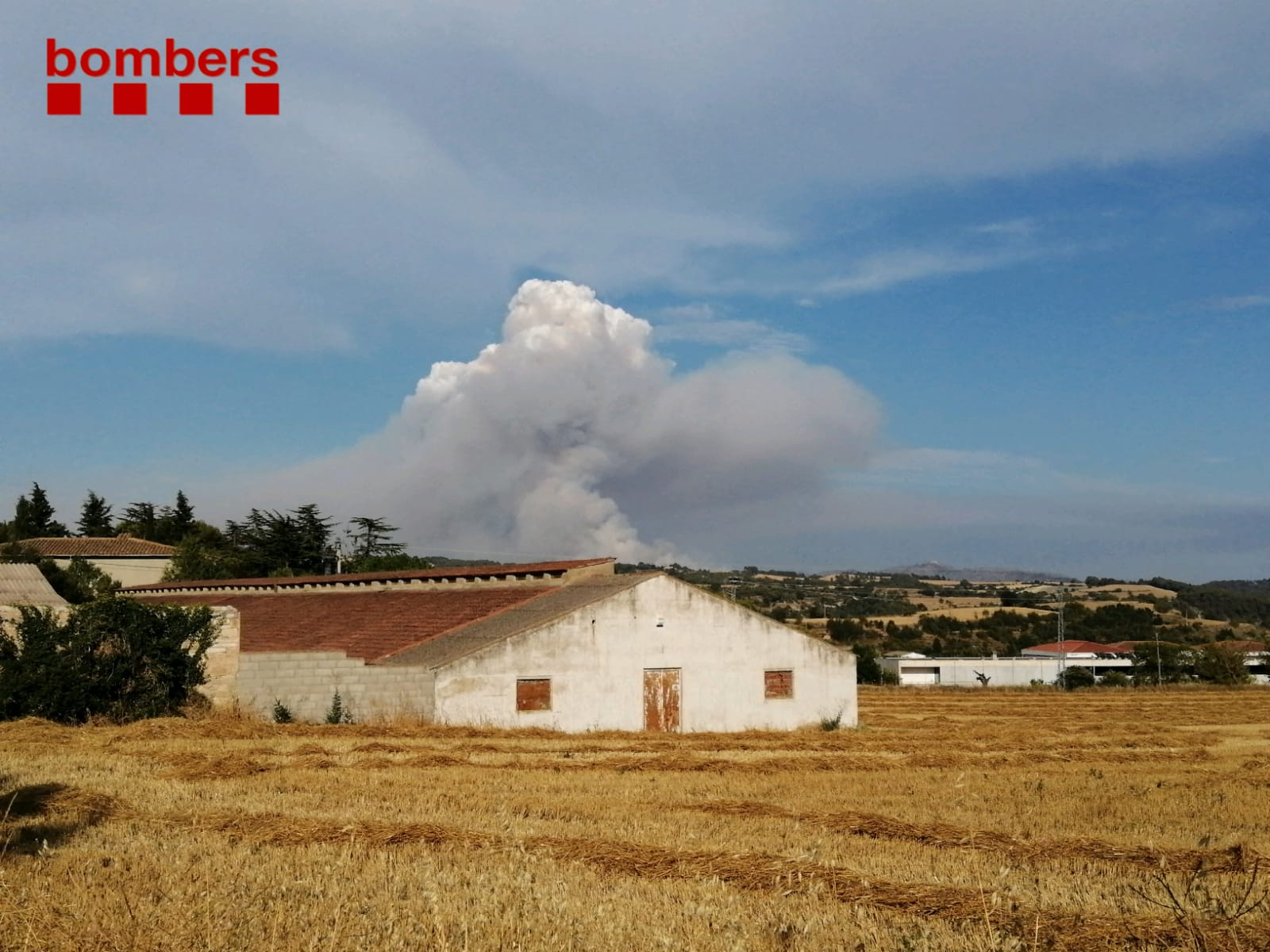
Imatge d'una de les represes de l'incendi de Santa Coloma de Queralt.

Inicialment els Agents Rurals van apuntar a una encesa fortuïta causada per un vehicle que transitava per la carretera o que estava avariat però dos mesos més tard la investigació seguia oberta i no estava descartada la intencionalitat humana com a origen de les flames.
L'endemà de l'inici del foc, el 25 de juliol de 2021, l'incendi va avançar cap a l'est a conseqüència del vent de marinada, cremant al terme municipal de Tous, i la columna de fum va arribar a la Conca d'Òdena, provocant el confinament domiciliari de Tous, Santa Maria de Miralles i Sant Gallard, i el desallotjament de Ca n'Aubareda (Tous) i Bellprat. En aquest últim municipi uns 500 porcs d'una granja van morir asfixiats per la proximitat de les flames.
El dia 26 l'arribada de precipitacions a la zona va facilitar les tasques d'extinció i es va poder estabilitzar el perímetre de l'incendi. Això va permetre aixecar els confinaments i permetre el retorn dels veïns desallotjats. Al vespre els bombers van declarar que s'havia pogut controlar completament el foc. Les unitats desplaçades de la UME i BRIF es van retirar el mateix dia. Durant la jornada un bomber va resultar ferit lleu i fou evacuat a l'Hospital d'Igualada.
El dia 28 encara quedaven més d'una vintena de dotacions localitzant i extingint els anomenats "punts calents" i per a controlar possibles revifades. Els bombers van seguir treballant en les tasques d'extinció i controlant petites represes durant els primers dies d'agost i no fou fins al 19 d'agost en que es va declarar l'incendi com a extingit.
De les 1.673 hectàrees totals afectades per l'incendi unes 1.213 es troben dins de l'Espai d'Interès Natural del Sistema Prelitoral Central. El foc també va fer desaparèixer completament l'arbre singular alzina de Can Gol. Una plataforma ciutadana va ser creada per a la recuperació dels paratges naturals perduts.
| Municipis               | ha       | %     |
| ----------------------- | -------- | ----- |
| Bellprat                | 1.034,44 | 61,82 |
| Sant Martí de Tous      | 281,76   | 16,84 |
| Santa Maria de Miralles | 236,71   | 14,15 |
| Les Piles               | 70,20    | 4,20  |
| Santa Coloma de Queralt | 48,46    | 2,90  |
| Pontils                 | 2,00     | 0,12  |
| Total                   | 1.673,29 | 100   |

| Municipis      | ha       | %     |
| -------------- | -------- | ----- |
| Massa forestal | 1.288,85 | 77,03 |
| Sòl agrícola   | 378,64   | 22,63 |
| Sòl urbà       | 5,80     | 0,35  |
| Total          | 1.673,29 | 100   |